# Hole
Hole fue una banda estadounidense del Rock alternativo y del Grunge formada en Los Ángeles, California en 1989 por Courtney Love (voz, guitarra rítmica) y Eric Erlandson (guitarra líder). Hole ha tenido distintos bajistas y bateristas, siendo la más conocida la baterista Patty Schemel y las bajistas Melissa Auf der Maur y Kristen Pfaff.
Perteneciendo inicialmente a la escena punk rock de Los Ángeles, la banda colaboró con Kim Gordon para su álbum debut, Pretty on the Inside (1991), y más tarde ganó casi unánime aclamación de la crítica y éxito comercial con Live Through This (1994) y Celebrity Skin (1998), obteniendo este último cuatro nominaciones al Grammy. El grupo se disolvió oficialmente en 2002 y sus miembros comenzaron otros proyectos. En 2009, Courtney reformó Hole con nuevos miembros, a pesar de la reclamación de Eric que decía que la reformación rompía un contrato que tenía con ella. La banda reformada lanzó Nobody's Daughter en 2010, que originalmente fue escrito para ser el segundo álbum solista de Love. En 2013, Love retiró el nombre Hole, lanzando nuevo material y haciendo giras como solista.
Hole ha sido señalado por ser una de las bandas de rock liderada por una mujer más exitosas de todos los tiempos, vendiendo más de 3 millones de álbumes en los Estados Unidos, y por tener una amplia influencia en artistas femeninos contemporáneos. Críticos también han reconocido a la banda como el grupo musical de más alto perfil de la década de 1990 que discutió temas de género en sus canciones, debido al agresivo y violento contenido lírico de Love, que a menudo aborda temas de imagen corporal, abuso y explotación sexual.

## Historia

### Formación
Hole se formó después de que Eric Erlandson respondiera a un anuncio de Courtney Love en Recycler en el verano de 1989. El anuncio simplemente decía: «Quiero formar una banda. Mis influencias son Big Black, Sonic Youth y Fleetwood Mac.»
«Ella me llamó y me habló hasta por los codos», dijo Erlandson. «Nos conocimos en una cafetería y yo la vi y pensé «Oh, Dios. ¿En qué me estoy metiendo?» Me agarró del brazo y me dijo «Yo sé que eres el indicado», y todavía no había abierto la boca.» En retrospectiva, Love dijo que vio en Erlandson «una cualidad de Thurston Moore» y que era un «guitarrista intensamente raro pero bueno». En su libro de 2012, Letters to Kurt, Erlandson reveló que él y Love habían tenido una relación sexual durante su primer año juntos en la banda, confirmado también por Love.
Love había vivido una vida nómada anteriormente, sumergiéndose a sí misma en numerosas escenas musicales y viajando desde Oregón a California; ella también había vivido en el Reino Unido en su adolescencia y se sostenía a sí misma trabajando como estríper. Después de haber asistido cortos semestres en la Universidad Estatal de Portland y la Universidad Estatal de San Francisco, Love se mudó a Los Ángeles y obtuvo papeles en dos películas de Alex Cox (Sid and Nancy y Straight to Hell), pero se encontró descontenta con la actuación y la abandonó. Ella había estado en varias bandas con Kat Bjelland y brevemente cantó en Faith No More en la década de 1980, pero aún quería encontrar algún éxito en la música. Erlandson era una californiano nativo y un graduado de la Universidad Loyola Marymount y estaba trabajando como gerente de regalías en Capitol Records en el momento que conoció a Love.
Love quería nombrar originalmente a la banda Sweet Baby Crystal Powered by God, pero optó por el nombre Hole en su lugar. Durante una entrevista en Later... with Jools Holland, Love afirmó que el nombre de la banda fue inspirado por una cita de Medea de Eurípides que decía «Hay un agujero que perfora mi alma» (En inglés: There's a hole that pierces my soul). Además, Love citó una conversación con su madre como la principal inspiración para el nombre del grupo: «Mi madre es una psicóloga de la nueva era y le digo: «Tuve una infancia terrible», y ella me dice, «no puedes tener un agujero que te atraviese todo el tiempo, Courtney.»»

### 1989-1992: Primeros trabajos y el éxito indie
En los meses anteriores a la formación completa de la banda, Courtney utilizó el espacio de ensayo de Michael "Flea" Balzary en Los Ángeles para comenzar a escribir. El primer ensayo oficial tuvo lugar en Fortress Studios en Hollywood con Love, Erlandson y Lisa Roberts en el bajo. Según Erlandson, «aparecieron estas chicas alocadas, nos instalamos y ellas comenzaron a gritar a pleno pulmón durante dos o tres horas. Griterío y letras alocadas. Me dije a mí mismo: «la mayoría de la gente huiría» Pero sentí algo en la voz y las letras de Courtney».
Al principio, la banda no tenía ninguna percusión hasta que Courtney conoció a Caroline Rue. Ellos también reclutaron a un tercer guitarrista, Mike Geisbrecht, y comenzaron a tocar en clubs. El primer espectáculo de Hole ocurrió en Raji's, un pequeño club en Hollywood, en septiembre de 1989. Sus primeros shows eran notables por destacarse en lo experimental, la distorsión y el acople de guitarras. Al principio, Hole era influenciada por el punk, noise rock, grindcore, y la música no wave.
En 1990, Hole reclutó a la bajista Jill Emery y comenzaron a grabar en el estudio. El primer sencillo de la banda, «Retard Girl» fue lanzado por Sympathy for the Record Industry ese mismo año seguido de «Dicknail» por Sub Pop en 1991. Courtney a menudo pasaba el rato en un Denny's de Sunset Boulevard en donde trataba de convencer a Rodney Bingenheimer de KROQ de pasar «Retard Girl» en su estación de radio mientras él iba por su café matutino. Como el grupo comenzaba a ser conocido como una banda underground, representantes de A&R asistían a sus shows. Un representante de una discográfica le dijo a Courtney que la banda necesitaba un «sonido pleno», siendo respondido con un «vete a la mierda».
En 1991, la banda firmó con Caroline Records para lanzar su álbum debut, y Courtney le pidió a Kim Gordon de Sonic Youth que lo produjera mediante una carta, un broche de Hello Kitty, y copias de los primeros sencillos de la banda, a su vez mencionando que la banda admiraba mucho el trabajo de Gordon. Gordon aceptó y Don Fleming de la banda Gumball asistió en la producción. El álbum, titulado Pretty on the Inside, fue lanzado en agosto de 1991 con recepción positiva por parte de los críticos underground, describiéndolo como «fuerte, feo y deliberadamente chocante», y ganando un lugar en la lista de los «20 Mejores Álbumes del Año» de la revista Spin. Asimismo, fue elegido «disco del año» por la lista anual de Nueva York Village Voice y alcanzó el puesto número 59 en la lista de álbumes del Reino Unido. El único sencillo del disco, «Teenage Whore», entró en el UK Indie Chart en el número uno.
Musicalmente y líricamente, el álbum fue muy abrasivo, caracterizado por los caóticos riffs de guitarra, las letras gráficas, y la variación de la voz de Courtney que van desde el susurro a gritos guturales. En los últimos años, Courtney se refirió al álbum como «inaudible», a pesar de los elogios de la crítica y el actual seguimiento de culto.
La banda embarcó en una gira por Europa en el otoño de 1991 con Mudhoney y Daisy Chainsaw como bandas de apertura. También recorrieron Estados Unidos de forma intermitente entre julio y diciembre de 1991, tocando principalmente en clubes de hard rock y punk, incluyendo CBGB y el Whisky A Go Go, en donde abrieron para The Smashing Pumpkins. La gira comprendió un gran caos, y Courtney estrelló su guitarra en el escenario en un ataque de ira en el último concierto. Fue durante la gira que ella se involucró sentimentalmente con Kurt Cobain de Nirvana, quedando embarazada en diciembre de 1991.

### 1992-1999: Éxito comercial

#### 1993-1995:Live Through This
Hole comenzó a planear un segundo álbum en 1992, en medio del embarazo de Love. El deseo de ella era llevar a la banda a un formato de rock más melódico y controlado, que llevó a la bajista Jill a dejar la banda, y la baterista Caroline Rue la siguió. En el anuncio para encontrar una nueva bajista, Courtney escribió: «[Quiero] alguien que pueda tocar bien, pararse delante de 30 000 personas, quitarse la remera y tener «fuck you» escrito en sus tetas. Si no me temes y no tienes miedo de decirlo, envíe una carta. No más chicas débiles, no más chicas falsas, quiero una puta del infierno.» En abril de 1992, la baterista Patty Schemel fue reclutada después de una audición en Los Ángeles y por la recomendación de Cobain.

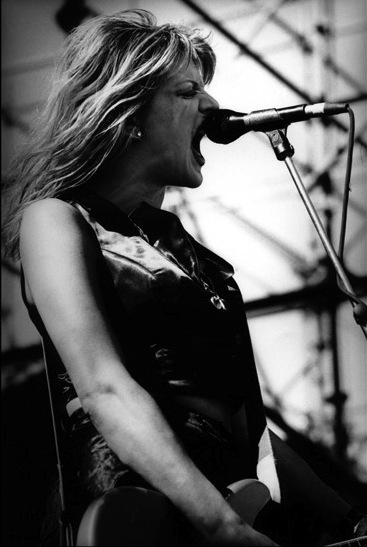
Courtney Love tocando con Hole en Barrie, Ontario, el 23 de julio de 1995.

Como resultado del éxito de Pretty on the Inside y de la cobertura de la prensa furiosa que rodeaba a Courtney, Hole firmó con Geffen Records a finales de 1992 después de muchas reuniones con grandes sellos durante el embarazo de Love. En la primavera de 1993, la banda lanzó el sencillo «Beautiful Son», que fue grabado en Seattle con el productor Jack Endino como bajista; Courtney también tocó el bajo en el lado B del sencillo «20 Years In the Dakota». En ese mismo tiempo, sumaron a la bajista Kristen Pfaff de la banda Janitor Joe. Con una bajista estable, la banda realizó varios conciertos a lo largo del año. Muchas de las canciones que tocaron eran parte de su próximo álbum, que fue grabado en Triclops Studios en Marietta, Georgia en octubre de 1993.
El álbum, titulado Live Through This, fue lanzado el 12 de abril de 1994, cuatro días después de que Cobain se sucidió en su casa de Seattle. En el medio de la tragedia familiar, el álbum fue un éxito de crítica y dio lugar a varios sencillos, entre ellos: «Doll Parts», «Violet», «Miss World» y «Softer, Softest». Fue multiplatino y aclamado «Álbum del Año» por la revista Spin. También ha recibido críticas muy favorables por unanimidad de las principales revistas musicales. NME llamó el álbum «un personal pero secreto trash-pop ópera de nihilismo urbano», y la revista Rolling Stone dijo que el álbum «puede ser la explosión más potente de la insurgencia femenina jamás grabada».
A pesar de la aclamación de la crítica del álbum, furiosos rumores circularon insinuando que Cobain había escrito la mayor parte del álbum, aunque la banda lo niega vehemente. Sin embargo, ellos afirman que Courtney lo convenció para hacer los coros en «Asking For It» y «Softer, Softest» durante una única visita al estudio; los productores de música presentes durante las sesiones de grabación señalan que Cobain se encontraba «completamente desconocido» con las canciones. De acuerdo con la periodista Gavin Edwards de la revista Rolling Stone, ambos habían escrito canciones en el pasado, pero optaron por no lanzarlas porque les parecía «un rememorativo de John y Yoko».
En 1994, la bajista Kristen Pfaff entró en un centro de rehabilitación para tratar su adicción a la heroína. Pfaff consideró dejar la banda por razones de salud. En junio de 1994, fue encontrada muerta de una sobredosis en el baño de su casa de Seattle, 2 meses después de la muerte de Cobain. Hole puso su gira en pausa y canceló su participación en el festival Lollapalooza. En septiembre de ese año, renaudaron su gira mundial con Melissa Auf der Maur en el bajo. Sus presentaciones incluyeron el KROQ Almost Acoustic Christmas, Saturday Night Live, el festival Big Day Out, MTV Unplugged, el Festival de Reading y el Lollapalooza 1995. La banda fue invitada a tocar en los MTV Video Music Awards, donde también fueron nominados por el video musical de «Doll Parts.»
La presencia de Courtney en el escenario se convirtió en una especie de espectáculo mediático, siendo el objeto de prensa de MTV y otros medios debido a su frágil estado emocional y a sus actuaciones imprevisibles. La naturaleza volátil de la gira persistió cuando Courtney se metió en una pelea física con Kathleen Hanna y le dio un puñetazo en la cara en el backstage del festival Lollapalooza 1995. En agosto de 1995, en una entrevista de la banda con Rolling Stone, la baterista Patty Schemel salió del armario como lesbiana, diciendo: «es importante. No estoy agitando la maldita bandera rosada o algo así, pero es bueno para otras personas que viven en otro lugar, en una pequeña ciudad, que se sienten raros por ser gay saber que hay otras personas que lo son y que está bien.» En retrospectiva, Schemel dijo: Teníamos un lugar realmente seguro [en Hole]. Courtney era una fuerza que no permitiría que ninguno de nosotros fuera denigrado, sin importar dónde estábamos. Era buena en eso. Me sentí seguro en mi banda para salir como una mujer lesbiana.
Hacia el final de la gira, la banda lanzó su primer EP, titulado Ask for It, en septiembre de 1995, que contó con grabaciones de las sesiones con John Peel de «Doll Parts» y «Violet», así como los covers «Over the Edge» de los Wipers y «Pale Blue Eyes» de The Velvet Underground. La banda tocó su último show del año el 3 de septiembre de 1995.

#### 1996-1999:Celebrity Skin
En 1996, Hole grabó y lanzó un cover de «Gold Dust Woman» de Fleetwood Mac para la banda sonora de The Crow: City of Angels (1996). Durante este tiempo, la banda lanzó dos álbumes retrospectivos: en primer lugar, su segundo EP, The First Session (1997), compuesto por la primera sesión de grabación de la banda de marzo de 1990; y luego, su primer álbum recopilatorio, My Body, The Hand Grenade, producido principalmente por Erlandson, y Love diseñando el empaque y el material gráfico. Una canción descartada de las sesiones de Live Through This que se incluyó en éste fue la controvertida canción «Old Age». Finalmente, se descubrió que la canción inicialmente había sido escrita por Kurt Cobain para las sesiones de Nevermind en 1991 y luego fue descartada y regalada a Courtney, que reescribió las letras y trató de «hacerla goth».
| Nuestra banda es colectiva, pero Courtney tiene muchas ideas y es raro cómo se infiltran en nuestras vidas, simplemente sucede. Lo mismo ocurre con un tema central: el ahogamiento. Estaban sucediendo todas estas tragedias mientras estábamos haciendo este álbum, como Jeff Buckley ahogándose. Y hace unos años cuando [la bajista] Kristen [Pfaff] falleció en una bañera. Mi padre murió básicamente ahogándose en su propio cuerpo, no podía respirar, y el padre de Melissa murió de cáncer de pulmón. Eran cosas literales, pero el ahogamiento se convirtió en una metáfora para este álbum y para todas las personas que habíamos perdido. —Eric Erlandson al escribir Celebrity Skin |

En 1997, la banda entró en los estudios Conway Recording en Los Ángeles después de muchos «intentos infructuosos» en Miami, Londres y Nueva York. Grabado en un período de 10 meses, el tercer álbum de estudio, Celebrity Skin (1998) adoptó un nuevo sonido, incorporando elementos del power pop e influencia de Fleetwood Mac y My Bloody Valentine. Love, que sentía que estaba en una mala racha creativa, se refirió a la presencia de Corgan en el estudio como la de «un profesor de matemáticas que no te daría las respuestas, pero te haría resolver los problemas por ti mismo».
Aunque Patty Schemel aparece como la baterista en las notas del registro, su batería en realidad no aparece en el álbum, habiendo sido reemplazada por Deen Castronovo como una recomendación del productor Michael Beinhorn. El reemplazo hizo que Schemel se sintiera «traicionada» por el resto de la banda, que había acordado en última instancia sobre su reemplazo, dando lugar a la salida de Schemel del estudio después de dos semanas de grabación y rompiendo los lazos con el grupo. A pesar de que Courtney y Eric lo habían autorizado, Love declaró en 2011 que Beinhorn era conocido por sustituir bateristas durante la grabación, y se refirió a él como «un nazi». Después de la partida de Schemel, la banda reclutó a Samantha Maloney durante sus giras y sus videos musicales.
Celebrity Skin fue un éxito de crítica con fuertes ventas y sencillos exitosos, incluyendo las canciones «Celebrity Skin», «Malibu» y «Awful». El álbum recibió críticas positivas por unanimidad, con elogios de revistas musicales como Rolling Stone, NME y Blender, así como una reseña de cuatro estrellas de Los Angeles Times, llamándolo un «emocional y salvaje viaje» que seguro será «una de las colecciones más disecadas y debatidas del año». El álbum posicionó increíblemente bien, alcanzando el número 9 en el Billboard 200, y cosechando su primer y único sencillo número 1, «Celebrity Skin», que encabezó la Modern Rock Tracks. «Malibu» fue el segundo sencillo exitoso del álbum, posicionando tercero en el Modern Rock Tracks.

### 1999-2002: Última gira y disolución
En el invierno de 1998, Hole se fue de gira para promover el álbum e hizo más apariciones en festivales durante 1999 después de una extensa gira por Estados Unidos y Europa. Además, la banda y Marilyn Manson se fueron de gira juntos, con la promoción del entonces reciente álbum de Manson, Mechanical Animals. La gira se convirtió en un imán de publicidad, y Hole se retiró de la gira luego de nueve fechas debido a que la mayoría de los fanes eran de Manson que no estaban interesados en las actuaciones de la banda y la disposición financiera para las bandas (50/50 de costos) era una razón para interrumpir la gira (Hole tenía relativamente pocos costos de producción y terminaba pagando una gran cantidad por la producción de alto costo de Manson). Manson y Love a menudo se burlaban entre ellos en el escenario.
La banda continuó reservando espectáculos y festivales como cabeceros después de retirarse de la gira de Manson y según Auf der Maur, era un «evento diario» de Love invitar a los miembros del público en el escenario a cantar con ella para la última canción en casi cada concierto. La banda tocó su concierto final en el Thunderbird Stadium en Vancouver, el 14 de julio de 1999. 
En octubre de 1999, Auf der Maur dejó Hole y pasó a convertirse en la bajista de gira de The Smashing Pumpkins. Samantha Maloney también renunció a los pocos meses. El último lanzamiento de la banda fue un sencillo para la película Any Given Sunday. «Be a Man», lanzado en marzo de 2000, un descarte de las sesiones de Celebrity Skin. Courtney y Eric disolvieron oficialmente Hole a través de un mensaje publicado en el sitio web de la banda en 2002. Después de la ruptura, los cuatro músicos realizaron proyectos por su propia cuenta. Erlandson continuó trabajando como productor y músico de sesión, formando el grupo experimental RRIICCEE con el artista controversial Vincent Gallo, y Love comenzó su carrera como solista, lanzando su álbum debut America's Sweetheart en 2004. Melissa Auf der Maur también embarcó en una carrera como solista y lanzó su álbum homónimo en 2004, que también incluyó a Erlandson en la guitarra en la pista «Would If I Could». Su segundo álbum, Out of Our Minds, fue lanzado en marzo de 2010.

### 2009-2012: Reformación, yNobody's Daughter

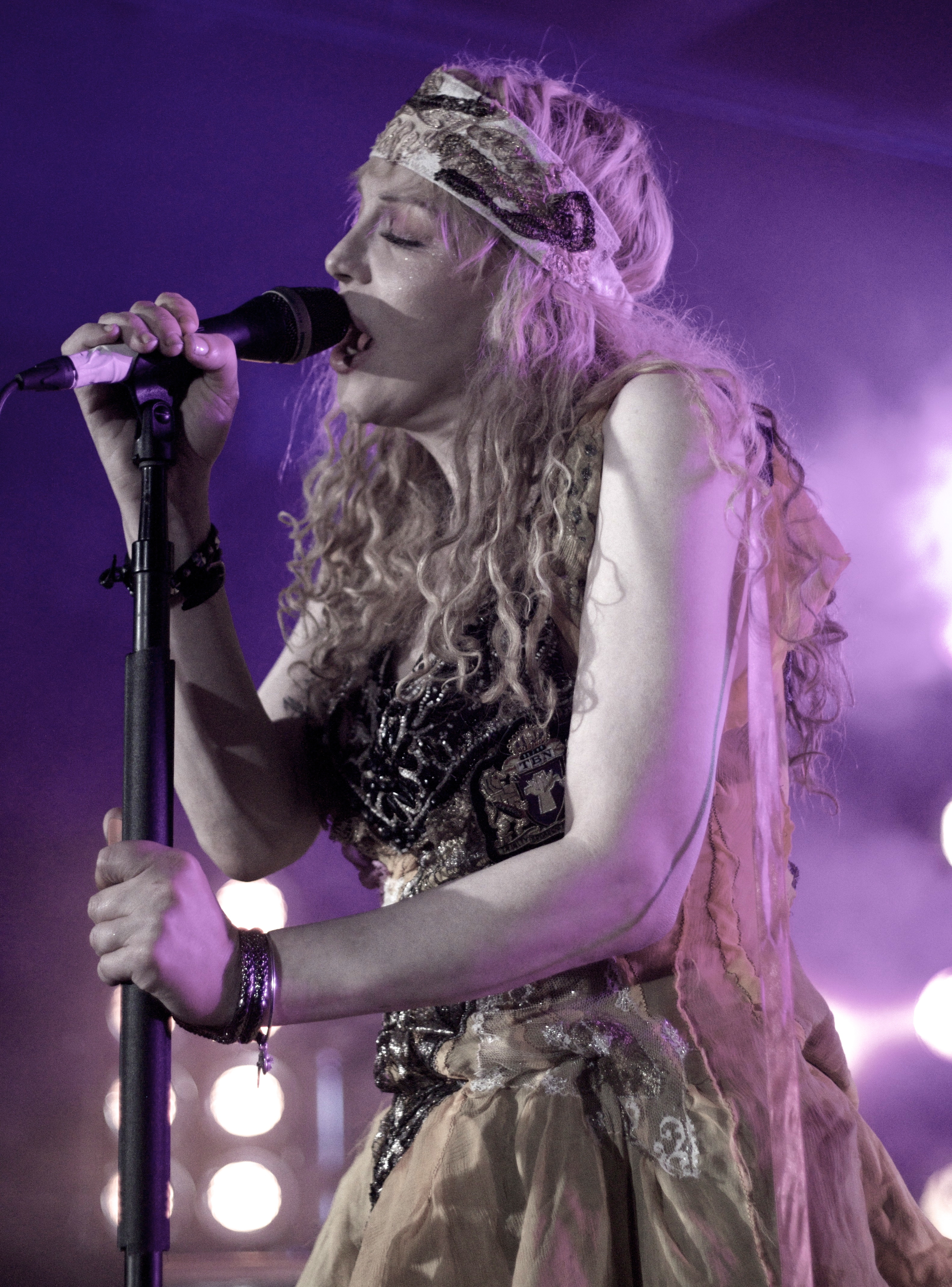
Love tocando con Hole en Austin, Texas en 2010.

El 17 de junio de 2009, NME postéo enlaces de dos entrevistas en donde Courtney Love anunciaba una reformación de Hole, con Micko Larkin como guitarrista en un próximo álbum y con Melissa Auf der Mar contribuyendo en voces. Sin embargo, días después, Melissa confirmó que no tenía idea sobre alguna reunión, y que había sido pedida por Courtney sólo para hacer las voces secundarias de su nuevo álbum. Eric Erlandson declaró en la revista Spin que contractualmente, ninguna reunión podría realizarse sin su envolvimiento, citando que «tenemos un contrato». Luego, Love respondió a sus comentarios, aclamando que «está demente, Hole es mi banda, mi nombre, mi marca.»
Hole creó un nuevo sitio web junto con otras redes sociales el primero de enero de 2010, y tocó en Friday Night with Jonathan Ross en febrero. El 17 de febrero de 2010, tocó un set completo en el O2 Shepherds Bush Empire, con Little Fish como banda soporte. El 16 de marzo de 2010, se lanzó el primer sencillo de Hole en diez años, y el primero de Nobody's Daughter, titulado «Skinny Little Bitch». Fue la canción más pedida en radios de rock alternativo y la segunda más pedida de radios de rock activo a principios de marzo en los Estados Unidos, debutando #32 en el Alternative Singles Chart de Billboard.
Nobody's Daughter fue lanzado por Mercury Records el 26 y 27 de abril de 2010, recibiendo críticas moderadamente positivas. Rolling Stone le dio al álbum tres de cinco estrellas, notando que «[Love] era una vocalista monstruosa en los años noventa - la era más grande para los cantantes de rock. Ella no tiene más ese poder en sus pulmones, apenas un rastro. Pero por lo menos, lo recuerda, y eso significa algo en sí mismo». La revista también comentó que el álbum «no es verdadero éxito» pero sí un «notable esfuerzo». La voz de Courtney, la cual se notó áspera (probablemente por los años de gritar en los conciertos, su abuso de drogas y el tabaquismo) fue comparado con el de Bob Dylan. Sin embargo, NME le dio al álbum un rating de 6/10, y Robert Christgau lo clasificó A-.
El 28 de marzo de 2011, Love, Erlandson, Patty Schemel y Auf der Maur aparecieron en la proyección del documental de Schemel, Hit So Hard en el Museo de Arte Moderno. Ésta sería la primera vez que están juntos en público desde hace trece años. Schemel ha expresado su deseo de grabar con los tres diciendo que «nada se ha discutido, pero tengo un presentimiento.» Horas después, los cuatro fueron entrevistados en donde Courtney aclaró que: «Para mí, así como adoro tocar con Patty y me gustaría tocar con ella ahora mismo, y con todos en el escenario: si no avanza, no quiero hacerlo. Esa es mi posición. Hay rumores, siempre hay rumores. Pero solo si no es miserable y va hacia adelante y estoy contenta con eso.»
En mayo de 2011, un video para «Samantha» fue rodado en Estambul y fue el primer video para Nobody's Daughter, aunque nunca se lanzó oficialmente. En septiembre de 2011, Scott Lipps se unió a la banda, reemplazando a Stu Fisher. En abril de 2012, Love, Erlandson, Schemel y Auf der Maur se reunieron en la Asamblea Pública en Nueva York por una presentación de dos temas, incluyendo «Miss World» y «Over The Edge» de The Wipers, en la after-party del documental Hit So Hard. El show marcó la primera presentación en vivo de los cuatro desde 1995. 
En noviembre de 2012, Courtney anunció en la cuenta de Twitter de su línea de ropa que «Desde ahora la banda se llamará Courtney, Hole está muerto», afirmando que volvería a trabajar bajo su nombre. El 29 de diciembre de 2012, Love tocó un solo acústico en Nueva York, y en enero de 2013, se presentó en el Sundance Film Festival. Ella confirmó más presentaciones en Norteamérica como un acto individual, con Larkin, Dailey y Lipps como su banda de acompañamiento.

### 2013–2016: Posible reunión
En mayo de 2013, cuando se le preguntó sobre una posible reunión con los miembros anteriores de Hole, Love alegó en The Opie & Anthony Show que Eric Erlandson había robado más de setenta guitarras de ella que habían estado en almacenamiento, algunas de las cuales pertenecieron a su difunto esposo, Kurt Cobain y debido a eso se negó a trabajar con él otra vez. Sin embargo, el 28 de diciembre de 2013, Love publicó dos fotos de ella con Erlandson en Facebook y Twitter, escribiendo: «y esto acaba de pasar... 2014 va a ser un año muy interesante.» Love también etiquetó a Melissa Auf der Maur, así como al exgerente de Hole, Peter Mensch, en la publicación, aludiendo a una reconciliación y posible reunión en 2014.
El 2 de abril de 2014, Rolling Stone informó que la formación de Celebrity Skin se había reunido (con Patty Schemel en vez de Samantha Maloney). Love negó la afirmación de un reencuentro en una entrevista el 5 de abril y dijo «Nos habremos arreglado pero no hablé de matrimonio. Es muy frágil, nada puede pasar, y ahora la banda está seria conmigo.»
El 1 de mayo, en una entrevista con Pitchfork, Love comentó más sobre la posibilidad de una reunión, indicando:
«No me voy a comprometer a [que suceda] una reunión, porque queremos un elemento sorpresa [...] Soy la última en esto. Y la razón por la cual no va a pasar este año es porque tardé en llegar a la conclusión de que ya debería haber pasado, y de encontrar a un mánager que nos agrade. Para hacer música que patee traseros. Nadie ha estado inactivo. Patty enseña percusión y batería en tres bandas indie. Melissa tiene su cosa de metal-nerd — su sueño es tocar en el Castle Donington con Dokken. Eric no ha cambiado — toqué con él, sigue haciendo los tunnings locos de Thurston [Moore], sigue correspondiendo con Kevin Shields. Todos nos llevamos muy bien.»
En la misma entrevista, también dijo que la intención de la reunión sería de lanzar un nuevo álbum y también afirmó que había sido «un error» lanzar a Nobody's Daughter como un lanzamiento de Hole en 2010. «Eric tenía razón — le abaraté el nombre, aunque legalmente puedo usarlo. Yo debería guardar «Hole» para la formación que todo el mundo quiere ver.»

## Estilo musical e influencias
Inicialmente, Hole tuvo influencias de bandas no wave y experimentales, que se hacen evidentes en sus primeras grabaciones, específicamente en «Retard Girl», pero la líder Love también tuvo una variedad de influencias. Love, que había crecido en Portland, fue influenciada por la banda punk local Wipers, los grupos post punk británicos Echo and the Bunnymen y Joy Division, y del rock clásico como Neil Young y Fleetwood Mac. El álbum debut del grupo, Pretty on the Inside, fue fuertemente influenciado por el noise y punk rock, con melodías discordantes, distorsión y regeneración, con la voz de Love oscilando entre susurros y gritos guturales. Love describió que las primeras composiciones de la banda se basaban en «tunnings muy locos de Sonic Youth.» Sin embargo, Love afirmó haber tenido como objetivo un sonido pop desde el principio: «Hay una parte de mí que quiere tener una banda de grindcore y otra que quiere tener una banda de pop tipo Raspberries», le dijo a la revista Flipside en 1991. Tanto Love como Erlandson eran fanes de la banda punk notoria de Los Ángeles, The Germs. En una entrevista de 1996 para un documental de homenaje de los Germs, Erlandson dijo: «Yo creo que todas las bandas se basan en una canción, y nuestra banda se basó en «Forming»... Courtney la trajo en el ensayo, y supo, como tres acordes y fue la única canción punk rock que podríamos tocar.»
El segundo álbum de la banda Live Through This, capturó un sonido menos abrasivo, manteniendo las raíces punk originales del grupo. «Quiero que este disco sea chocante para la gente que no cree que tenemos un lado suave y al mismo tiempo, [saber] que no hemos perdido nuestro lado muy, muy duro», le dijo Love a VH1 en 1994. El tercer álbum del grupo, Celebrity Skin, incorporó power pop en su sonido hard rock y fue fuertemente inspirado por bandas de California. El lanzamiento de 2010 del grupo, Nobody's Daughter, contó con un sonido más orientado al folk rock, utilizando la guitarra acústica y melodías más suaves.
Las progresiones armónicas del grupo por lo general se basaron en elementos de la música punk, que Love ha descrito como «grungey», aunque no necesariamente grunge. Los críticos describieron su estilo como «engañosamente wispy y strummy», combinado con «coros de disparos de guitarra». Aunque el sonido del grupo ha cambiado en el transcurso de su carrera, la dinámica entre la belleza y la fealdad se ha observado a menudo, particularmente debido a la superposición de melodías duras y abrasivas que a menudo entierran los arreglos más sofisticados.

### Letras y composición
Love dijo una vez que las letras eran «lo más importante» para ella al escribir música. Sus canciones abordan una variedad de temas a lo largo de la carrera de Hole, incluyendo la imagen corporal, violación, el maltrato infantil, la adicción, celebridad, suicidio, elitismo y el complejo de inferioridad; todos los cuales se abordaron principalmente desde un punto de vista femenino y a menudo feminista. Este feminismo subyacente en las letras de Love a menudo condujo al público y a la crítica a asociarlos erróneamente con el movimiento riot grrrl, el cual Love era muy crítica.
En una entrevista en 1991 con Everett True, Love dijo: «Trato de colocar [hermosas imágenes] junto a imágenes de mierda, porque así es cómo veo las cosas... A veces siento que nadie se ha tomado el tiempo para escribir sobre ciertas cosas en el rock, que hay un cierto punto de vista femenino al que nunca se le ha dado espacio.» Charles Cross se ha referido a sus letras de Live Through This como unas «verdaderas extensiones de su diario íntimo», y ella ha admitido que una gran cantidad de la escritura para Pretty on the Inside eran supresiones de los mismos.
A lo largo de la carrera de Hole, las letras del Love hacían a menudo referencias a otras obras de arte y literatura: Pretty on the Inside contiene referencias de La balada del este y del oeste de Rudyard Kipling; el título del álbum Live Through This (así como letra de la canción «Asking for It») fue extraída directamente de Lo que el viento se llevó; y el sencillo «Celebrity Skin», contiene citas de El mercader de Venecia de Shakespeare y del poema Una Inscripción de Dante Gabriel Rossetti. Love había tenido un pasado menor en literatura, después de haber estudiado brevemente literatura inglesa a los 20 años.

## Presentaciones en vivo
A lo largo de la duración de la década de 1990, la banda recibió cobertura mediática generalizada debido al comportamiento a menudo buillicioso e impredecible de Love en el escenario. La banda destruía equipos y guitarras al final de los conciertos, y Love deambulaba entre canción y canción, traía a fanes al escenario y realizaba stage diving, a veces regresando con su ropa rasgada o sufriendo lesiones. Nina Gordon de Veruca Salt, que estuvo de gira con Hole en 1995, recordó un comportamiento errático de Love en el escenario, diciendo que «ella se podría ir y [el resto de la banda] sólo se quedaría allí parado». La mayoría del comportamiento caótico de Love en el escenario fue el resultado del uso de drogas pesadas en ese tiempo, que admitió: «estaba completamente drogada, no recuerdo mucho de ello.» Más tarde amonestó a su comportamiento durante ese tiempo, diciendo: «Ví fotos de cómo lucía. Es repugnante. Me da vergüenza. Hay muerte y hay enfermedad y hay miseria y renunciar a tu alma... El espíritu humano mezclado con ciertos polvos no es una persona, es una presencia demoníaca.»
La vestimenta de Love en el escenario también obtuvo notoriedad, después siendo apodado con el nombre de kinderwhore, que consistía en vestidos de muñeca y maquillaje corrido. Kurt Loder comparó su atuendo a una «muñeca de trapo depravada», y John Peel escribió en The Guardian que la presencia de Love «hubiera tenido silbidos de asombro en un manicomio», y que su presentación «desembocó en lo heroico, [tambaleándose] al borde del caos» Rolling Stone se refiere al estilo como «una versión ligera más políticamente cargada de grunge; apatía convertida en angustia ruinosa, que pronto se convirtió en la pose favorita de la moda».
Las listas de canciones de las giras eran a menudo libres, con improvisación y fuertes interpretaciones de canciones inéditas. En 1998, sus actuaciones en vivo habían llegado a ser menos agresivas y más sobrias, aunque Love seguía subiendo a los fanáticos al escenario y cantaba cerca del público.

## Legado
A pesar de la reputación a menudo polarizante de Love en los medios de comunicación, Hole recibió elogios consistentes de la crítica por su trabajo y a menudo se destacó por el comentario feminista predominante encontrado en las letras de Love, que han sido acreditados por la articulación de «una consciencia de la tercera ola del feminismo.» La imagen pública subversiva de Love en el escenario coincidieron con las canciones de la banda, que expresaban su «dolor, tristeza y enojo, pero [un] mensaje subyacente de la supervivencia, particularmente la supervivencia ante las abrumadoras circunstancias.» La periodista musical Maria Raha expresó un sentimiento similar con respecto a la importancia de la banda en la tercera ola del feminismo, aclarando, «Ames o odies a Courtney [Love], Hole era la banda de líder femenina de más alto perfil de los noventa que cantó abiertamente y directamente sobre el feminismo».
Mientras que Rolling Stone comparó el efecto del matrimonio de Love a Cobain en la banda a la de John Lennon y Yoko Ono, señaló que «la presencia en el escenario conflictiva de Love, así como su voz desgarradora y potente carrera de punk pop, la hicieron una estrella del rock alternativo por su propia cuenta.» El autor Nick Wise hizo una comparación similar en la discusión de la imagen pública de la banda, diciendo: «No desde el matrimonio de John Lennon a Ono que la vida personal de una mujer y sus hazañas dentro del campo de rock han sido muy analizadas y disecadas.»
La banda ha sido citada como una influencia importante en varios artistas contemporáneos, incluyendo el cantautor indie Scout Niblett, Brody Dalle (de The Distillers y Spinnerette), Sky Ferreira, Lana Del Rey, Tove Lo, Tegan and Sara, y la banda de rock británica Nine Black Alps. La banda posicionó #77 en los 100 Mejores Artistas de Hard Rock de VH1.

## Miembros
| - Courtney Love - voz principal, guitarra rítmica (1989–2002, 2009–2012) - Eric Erlandson - guitarra principal (1989–2002) - Mike Geisbrecht - guitarra rítmica (1989) - Errol Stewart - guitarra rítmica (1989) - Lisa Roberts - bajo (1989–1990) - Caroline Rue - batería (1989–1992) - Jill Emery - bajo (1990–1992) - Leslie Hardy - bajo, coros (1992) | - Kristen Pfaff - bajo, coros, teclado (1993–1994: su muerte) - Patty Schemel - batería, percusión (1993–1998) - Melissa Auf der Maur - bajo, coros (1994–1999) - Samantha Maloney – batería, percusión (1998–2000) - Micko Larkin - guitarra principal (2009–2012) - Shawn Dailey - bajo, coros (2009–2012) - Stu Fisher - batería, percusión (2009–2011) - Scott Lipps - batería, percusión (2011–2012) |

## Discografía
- Pretty on the Inside (1991)
- Live Through This (1994)
- Celebrity Skin (1998)
- Nobody's Daughter (2010)

## Premios y nominaciones
Premios Grammy
| Año  | Trabajo nominado | Categoría                                                 | Resultado |
| ---- | ---------------- | --------------------------------------------------------- | --------- |
| 1999 | Celebrity Skin   | Mejor álbum de rock                                       | Nominado  |
| 1999 | «Celebrity Skin» | Mejor canción de rock                                     | Nominado  |
| 1999 | «Celebrity Skin» | Mejor interpretación rock de un dúo o grupo con vocalista | Nominado  |
| 2000 | «Malibu»         | Mejor interpretación rock de un dúo o grupo con vocalista | Nominado  |

MTV Video Music Awards
| Año  | Trabajo nominado | Categoría                            | Resultado |
| ---- | ---------------- | ------------------------------------ | --------- |
| 1995 | «Doll Parts»     | Mejor vídeo de una banda alternativa | Nominado  |
| 1999 | «Malibu»         | Mejor cinematografía en vídeo        | Nominado  |